# Ujjperc

Az ujjpercek illusztrációja

Az anatómiában az ujjpercek azok a csontok, amelyek az ujjakat és lábujjakat alkotják. A főemlősökben, mint az emberek és majmok, a hüvelykujjnak és a nagy lábujjnak két ujjperce van, míg a többi ujjak és lábujjak három ujjpercből állnak. Az ujjperceket a hosszú csontok csoportjába soroljuk.
Az ujjperceknek nincs igazán külön nevük. Arról az ujjról vannak elnevezve, amelyben vannak, a testtől való távolságáról és, a középső ujjperc esetében, az egymáshoz viszonyított helyzetükről.
- Disztális ujjpercek: az ujjak és lábujjak hegyén vannak.
- Proximális ujjpercek: a kézhez vagy lábhoz legközelebb eső percek, amik a kézközépcsonttal, vagy lábközépcsonttal vannak összeköttetésben.
- Középső vagy közbülső ujjpercek: a disztális és a proximális között vannak. A hüvelykujjnak és a nagylábujjnak nincsen közbülső perce.

A phalanx kifejezés egy ősi görög harci formációra is utalhat, ahol a katonák egymás mellett állnak, sorokban, mint az ujjak és lábujjak elrendezése.

## Ujjpercképlet
Az állatokban lévő ujjperceket gyakran ujjpercképlettel fejezik ki, ami megmutatja, mennyi ujjperc van az ujjakban (a mediálistól kezdve). A primitív hüllőknek általában a 2-3-4-4-5 képletük volt, és ez a minta, egy kis változtatással, megmaradt a későbbi hüllőkben és az emlősszerű hüllőkben is, habár a primitív hüllőknek a lábaik 2-3-3-3-3 képlettel fejlődtek ki, ami az emberekben is megmaradt, más ujjpercképletek között is, mint a 2-12-8-1.